# Nara Dreamland
Nara Dreamland (Japans: 奈良ドリームランド; Nara Dorīmurando), ook wel kortweg Dreamland genaamd, was een attractiepark in Nara, Japan. Het park was een nabootsing van Disneyland in Californië, omdat Disneyland ten tijde van de opening nog niet geïnteresseerd was in het openen van een park in Japan. Het park werd in 1961 geopend en in 2006 wegens teruglopende bezoekersaantallen gesloten. Tussen oktober 2016 en december 2017 werd het park volledig afgebroken om ruimte te maken voor zorgwoningen.

## Geschiedenis

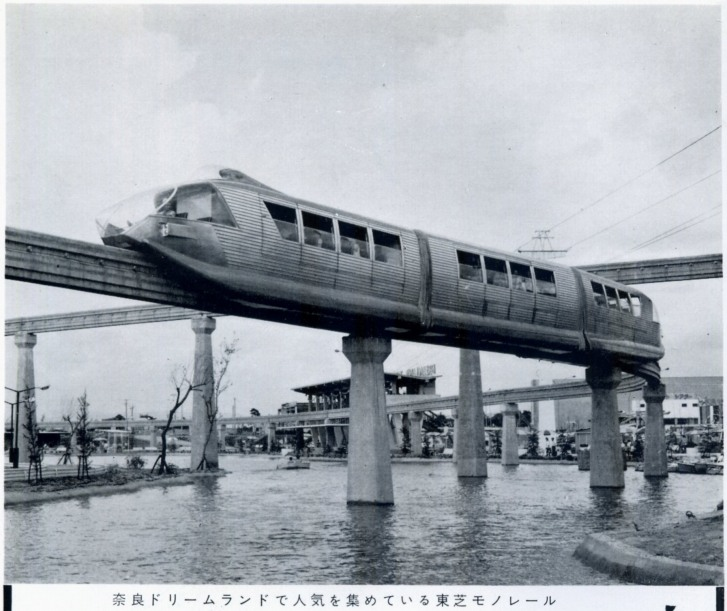
De monorail in 1961

Nara Dreamland werd op 1 juli 1961 geopend. Het park had eigen versies van de Disneyland-attracties Train Depot, Main Street U.S.A., het Kasteel van Doornroosje, een op de Matterhorn geïnspireerde berg met een Matterhorn Bobsleds-achtige attractie genaamd Bobsleigh en een luchtbrug, evenals een Autopia-achtige attractie en een monorail. Het park had tevens eigen mascottes genaamd Ran-chan en Dori-chan, twee kinderfiguren met een berenpak.
In eerste instantie was het park een groot succes: in de hoogtijdagen lag het bezoekersaantal rond de 1,7 miljoen per jaar.
In 1979 werkte The Oriental Land Company samen met The Walt Disney Company aan een Disneylandpark in Tokio. Tokyo Disneyland werd in 1983 geopend. Hierdoor liepen de bezoekersaantallen van Nara Dreamland terug, in eerste instantie naar 1 miljoen bezoekers per jaar, maar in de jaren erna geleidelijk aan steeds verder. In 1993 werd Nara Dreamland overgenomen door supermarktketen Daiei.
In 2001 opende Tokyo DisneySea vlakbij Tokyo Disneyland, evenals het Universal Studios Japan-park in Osaka. Laatstgenoemde lag op slechts 40 kilometer afstand van Nara Dreamland. In de laatste paar jaar liep het bezoekersaantal terug naar slechts 400.000 per jaar.

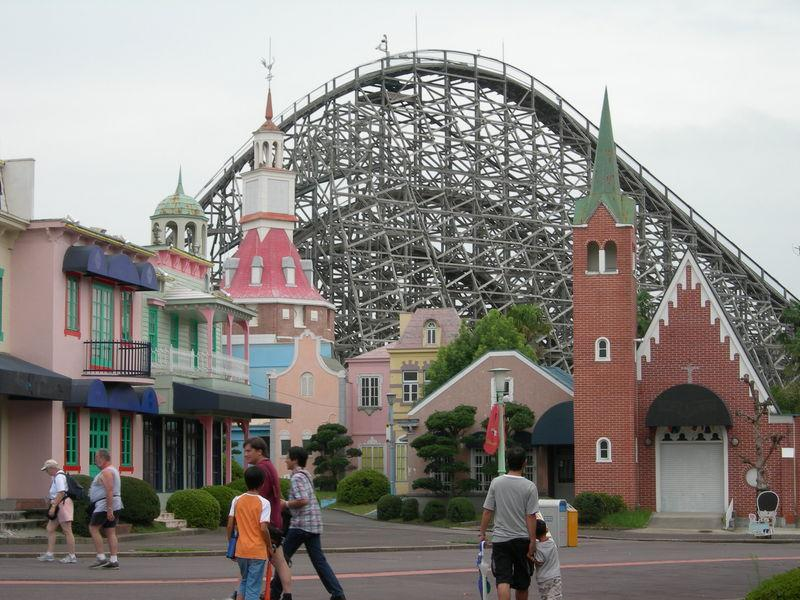
Nara Dreamland in september 2005

In 2004 sloot een deel van de winkels in het park haar deuren en was er steeds meer achterstallig onderhoud aan de attracties. Op 31 augustus 2006 werd het park voorgoed gesloten. In de jaren erna lag het park er verlaten, doch grotendeels intact, bij. In oktober 2016 werd begonnen met de afbraak van het park ten faveure van zorgwoningen. De afbraak werd in december 2017 afgerond.

## Afbraak
Het gemeentebestuur van Nara nam het park enige tijd na de sluiting over. In 2013 werd de grond publiek aanbesteed, maar er kwamen geen biedingen binnen. In 2015 werd de grond nogmaals publiek aanbesteed, waarna SK Housing, een vastgoedbedrijf uit Osaka, de bieding won. SK nam de grond over voor 730 miljoen yen (ongeveer 5,3 miljoen euro).
In oktober 2016 werd bekendgemaakt dat SK Housing begonnen was met de afbraak van het park. Op 14 oktober 2016 bracht een zogeheten urban explorer een bezoekje aan Nara Dreamland en meldde dat men op dat moment bezig was om Main Street U.S.A. af te breken. De afbraak zou uiteindelijk 14 maanden duren, van oktober 2016 tot 21 december 2017.

## Attracties

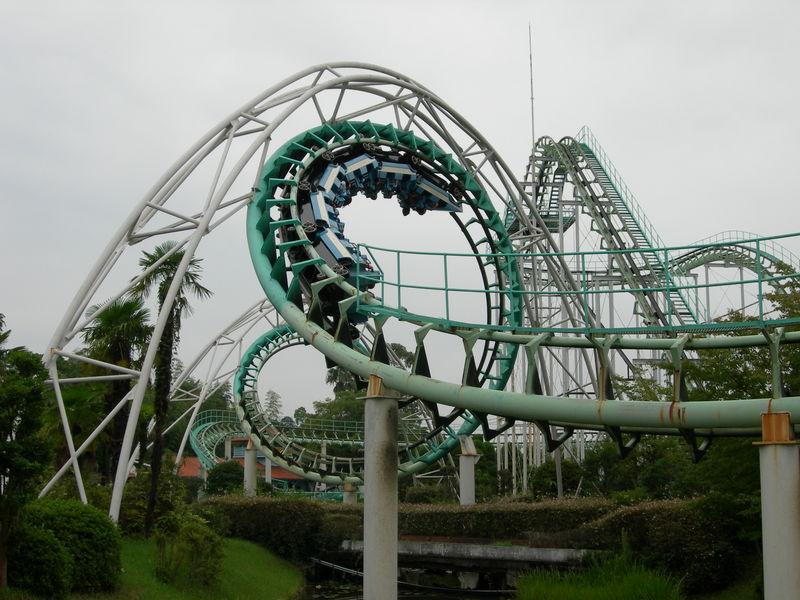
Screw Coaster, een kurkentrekkerachtbaan

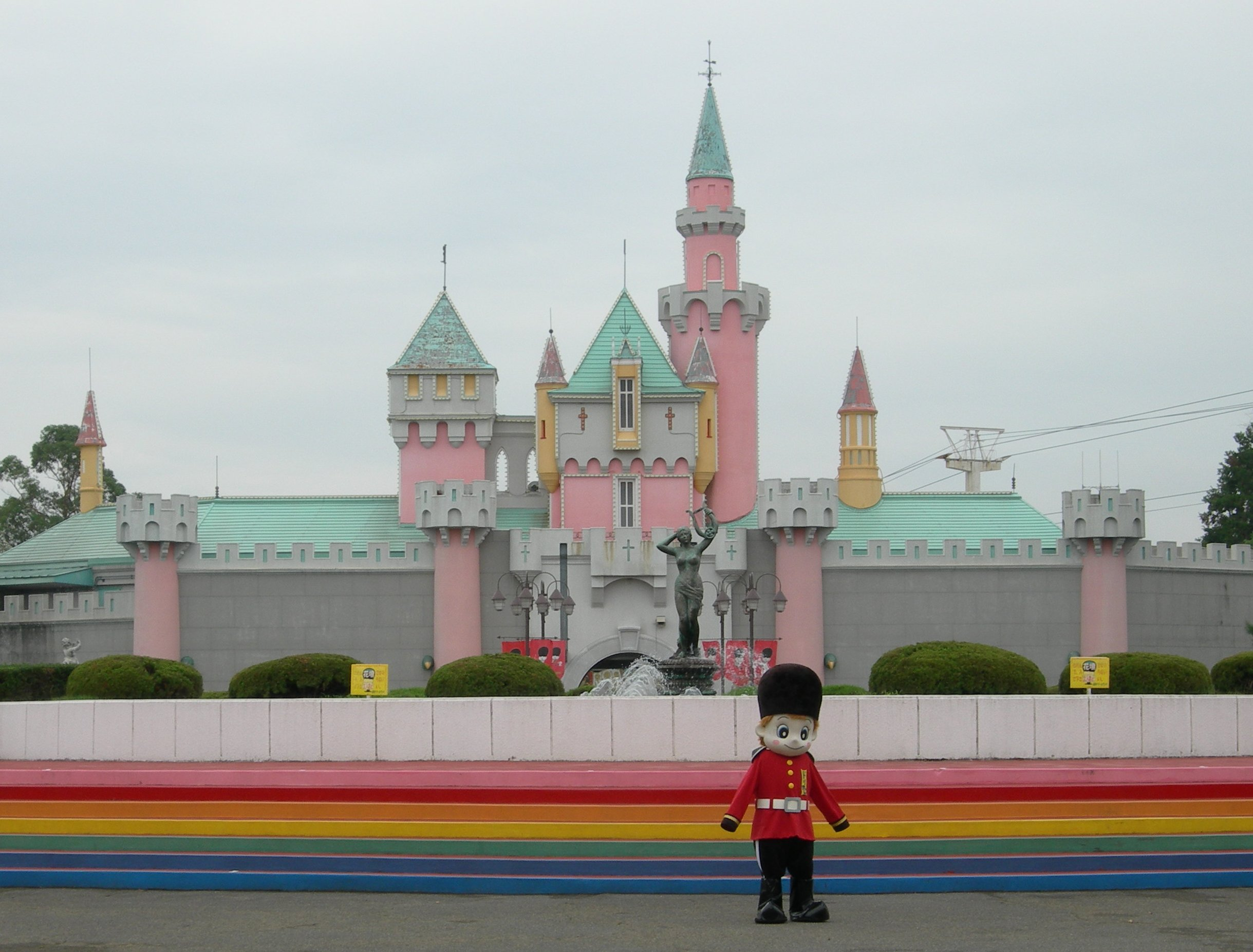
Het Kasteel van Doornroosje

In het park waren verschillende soorten attracties te vinden:
- Aska, een houten achtbaan, naar het ontwerp van de Coney Island Cyclone in New York
- Autopia-achtige attractie
- Screw Coaster, een stalen achtbaan met dubbele kurkentrekker, ontworpen door Arrow Development
- Bobsleigh, een stalen achtbaan, naar het ontwerp van de Matterhorn Bobsleds
- Gallantry, een darkride met schietelementen
- Fantasy Coaster
- Kid's Coaster
- Figure-8-monorail
- Go Kart
- Train Depot, Main Street U.S.A.
- Kasteel van Doornroosje

Ook had het park een carrousel, een Mad Tea Party-achtige attractie, een spookdoolhof, een kleine gemotoriseerde achtbaan, een Jungle Cruise-achtige attractie en een boomstamrivier.

## Bereikbaarheid
Tot aan de sluiting was het park bereikbaar met buslijnen van Nara Kotsu.